# گی‌دار
گی‌دار (انگلیسی: Gaydar؛ تکواژ چندوجهی از گی و رادارا) اصطلاحی محاوره‌ای است که به توانایی شهودی فرد در ارزیابی گرایش جنسی دیگران به عنوان همجنسگرا، دوجنسگرا یا دگرجنس گرا اشاره دارد. گی‌دار به سرنخ‌های کلامی و غیرکلامی و کلیشه‌های ال‌جی‌بی‌تی تکیه می‌کند. این‌ها شامل حساسیت‌ها به رفتارهای اجتماعی مانند، استفاده از زبان بدن، لحن صدای استفاده شده توسط شخص هنگام صحبت، رد صریح نقش‌های سنتی جنسیتی، شغل و عادات نظافت فرد است.
تشخیص گرایش جنسی با ظاهر یا رفتار ظاهری، اغلب در موقعیت‌هایی که مردان همجنسگرا به صورت کلیشه ای «همجنس گرایانه» رفتار نمی‌کنند، به چالش کشیده می‌شود.

## تحقیقات علمی
در رابطه با واقعی با غیر واقعی بودن یا غیر واقعی بودن گی‌دار مظالعاتی انجام شده است. در اولین مطالعه از مردم خواسته شد که گرایش جنسی افراد را از طریق یک کلیپ ویدئویی قضاوت کنند، نتیجه این مطالعه بیان کرد که گی‌دار یک افسانه است. مطالعه بعدی در مجله شخصیت و روانشناسی اجتماعی نشان داد که افراد می‌توانند گرایش جنسی را دقیق تر از یک تصادف قضاوت کنند. در این مطالعه از افراد خواسته شده بود که گرایش جنسی خود را با استفاده از مقیاس کینزی نشان دهند و سپس کلیپ‌هایی صامت و مختصر از افرادی که با استفاده از برش نازک صحبت می‌کنند، را مشاهده کنند. سپس بینندگان گرایش‌جنسی، افراد در کلیپ را ارزیابی کردند و محققان ارتباط معناداری بین مکانی که مردم گفتند در مقیاس هستند و جایی که تصور می‌کنند دیگران در این مقیاس هستند، پیدا کردند. مطالعات بعدی این یافته‌ها را تکرار کردند و حتی نشان دادند که می‌توان از فیلم‌های خانگی کودکان برای ارزیابی دقیق گرایش جنسی آن ها در مراحل بعدی زندگی استفاده کرد.
مطالعات دیگر نشان داد که گی‌دار در بیش از شانس، با قضاوت بر روی چهره انجام می‌شود. شرکت کنندگان در مطالعه، از نشانه‌های جنسیتی صورت و کلیشه‌های افراد همجنسگرا برای قضاوت خود استفاده کردند، اما به‌طور قابل توجهی گرایش جنسی را برای افرادی که با کلیشه‌ها مقابله می‌کردند، اشتباه ارزیابی کردند. در این مطالعات نشان داده شد که، نژاد، قومیت و ملیت، نه شخصی که قضاوت می‌کند و نه شخصی که قضاوت می‌شود، در هنگام قضاوت از روی چهره تفاوتی در نتیجه ایجاد نمی‌کند. ویژگی‌های فردی صورت (فقط چشم‌ها) می‌توانند گاهی اطلاعات کافی برای تشخیص همجنسگرا یا دگرجنسگرا بودن یک زن یا مرد را نشان دهند. یک مطالعه نشان داد که برای تشخیص گرایش جنسی با تمرکز بر روی چهره مردان و زنان در حدود ۲۵/۱ ثانیه زمان برای تشخیص کافی است و قضاوت افرادی که وقت بیشتری را صرف می‌کنند دقیق نیست. مطالعات انجام شده بر روی گی‌دار حاکی از آن است، که گی‌دار برای کسی که شخص دیگری را می‌بیند به‌طور خودکار اتفاق می‌افتد و دیدن چهره شخص به‌طور خودکار کلیشه‌های مربوط به همجنسگرایان و دگرجنسگرایان را فعال می‌کند. اگرچه به نظر می‌رسد همهٔ مردم نمی‌دانند که گی‌دار دارند. در این مطالعات نشان داده شد که مردان همجنسگرا گی‌دار دقیق تری نسبت به مردان دگرجنسگرا دارند، و زنان در هنگام تخمک گذاری، گی‌دار دقیق تری دارند. یک تحقیق علمی این فرضیه را مطرح کرد که حس گی‌دار ممکن است به این دلیل باشد که افراد همجنسگرا نسبت به افراد دگرجنس گرا توجه بیشتری به جزئیات دارند، که ظاهراً به عنوان یک سبک ادراکی اتخاذ شده به شناخت سایر افراد همجنسگرا به آن‌ها کمک می‌کند.
مطالعات دیگر نشان داده‌است که زنان و مردان با اشکال بدنی و سبک راه رفتن مشابه با افراد از جنس مخالف، بیشتر به عنوان همجنسگرا تصور می‌شوند.
مطالعه ای که توسط استادیار دانشگاه کالیفرنیا، کری جانسون انجام شد نشان داد که شرکت کنندگان قادرند گرایش جنسی مردان را در ۶۰ درصد از موارد دقیق حدس بزنند، کمی بهتر از تصادفی. اما در زنان، حدس آنها بیش از احتمال نیست. این مطالعات نشان داد که حرکات بدن و شکل صورت با گرایش جنسی فرد ارتباط ندارند؛ اما به‌طور شگفت‌انگیزی این نتایج در مورد صداها صدق نمی‌کنند. تعداد اندکی از مطالعات، مسئله گی‌دار را از نظر صدا بررسی کرده‌اند. آنها دریافته اند که مردم از طریق صدا می‌توانند تشخیص دهند که چه کسی همجنسگراست و چه کسی دگر جنسگراست. اما بیشتر تمرکز این مطالعات بر روی مردان است. تجزیه و تحلیل صوتی دقیق، چندین فاکتور را در صدای شخص برجسته کرده‌است؛ که یکی از آنها نحوه تلفظ صداهای «s» توسط مردان همجنسگرا و دگرجنسگرا است.
تحقیقات ویلیام ت. ال. کاکس و همکارانش بیان کرد که «گی‌دار» به سادگی یک برچسب جایگزین برای استفاده از کلیشه‌های ال‌جی‌بی‌تی برای استنباط گرایش جنسی است. (به عنوان مثال، استنباط اینکه مردان شیک همجنسگرا هستند) این تحقیقات نشان می‌دهد که ادعاهای بالا برای نشان دادن گی‌دار، طعمه پارادوکس مثبت کاذب می‌شوند، زیرا نرخ «صحت ادعا افراد دگرباش جنسی» با توجه به تعداد کم این افراد در جمعیت واقعی تخفیف داده می‌شود و در نتیجه یک سناریو ایجاد می‌شود که «صحت» گزارش شده در مطالعات آزمایشگاهی به معنای «عدم دقت زیاد» در دنیای واقعی است.

## دستگاه الکترونیکی
در اوایل دهه ۲۰۰۰، یک دستگاه الکترونیکی مبتنی بر دستگاه دوست‌یابی بی‌سیم لاوگی(Lovegety) ژاپنی، با عنوان گی‌دار(Gaydar) به بازار عرضه شد و گزارش آن به‌طور گسترده‌ای در رسانه‌ها منتشر شد. این دستگاه به اندازه زنجیره کلید بود که با ارسال یک سیگنال بی‌سیم، از طریق لرزش، بوق یا فلش به کاربر هشدار می‌داد که یک دستگاه مشابه در نزدیکی او (۴۰ فوت (۱۲ متر)) وجود دارد. این هشدار به کاربر اطلاع می‌داد که یک فردبا گرایش جنسی مشترک در این نزدیکی است.

## هوش مصنوعی
در سال ۲۰۱۷، محققان دانشگاه استنفورد، میشال کوسینسکی و ییلون وانگ مطالعه ای را انجام دادند که نشان داد الگوریتم هوش مصنوعی (AI) می‌تواند گرایش جنسی را به درستی در ۸۱٪ موارد آزمایش شده برای مردان و ۷۴٪ در زنان، (۹۱٪ و ۸۳ به ترتیب، هنگام استفاده از پنج تصویر از هر موضوع) فقط با مرور تعدادی عکس از پروفایل‌های همسریابی آنلاین تشخیص دهد. کوسینسکی با ابراز نگرانی در مورد حریم خصوصی و احتمال سوءاستفاده از هوش مصنوعی اظهار داشت که یافته‌های وی با نظریه هورمون‌های قبل از تولد و گرایش جنسی که بیان می‌کند سطح آندروژن در رحم کمک می‌کند تا شخص دگرجنسگرا، دوجنسگرا یا همجنسگرا باشد، مطابقت دارد.